# ジョヴァンニ・バッティスタ・ベルツォーニ

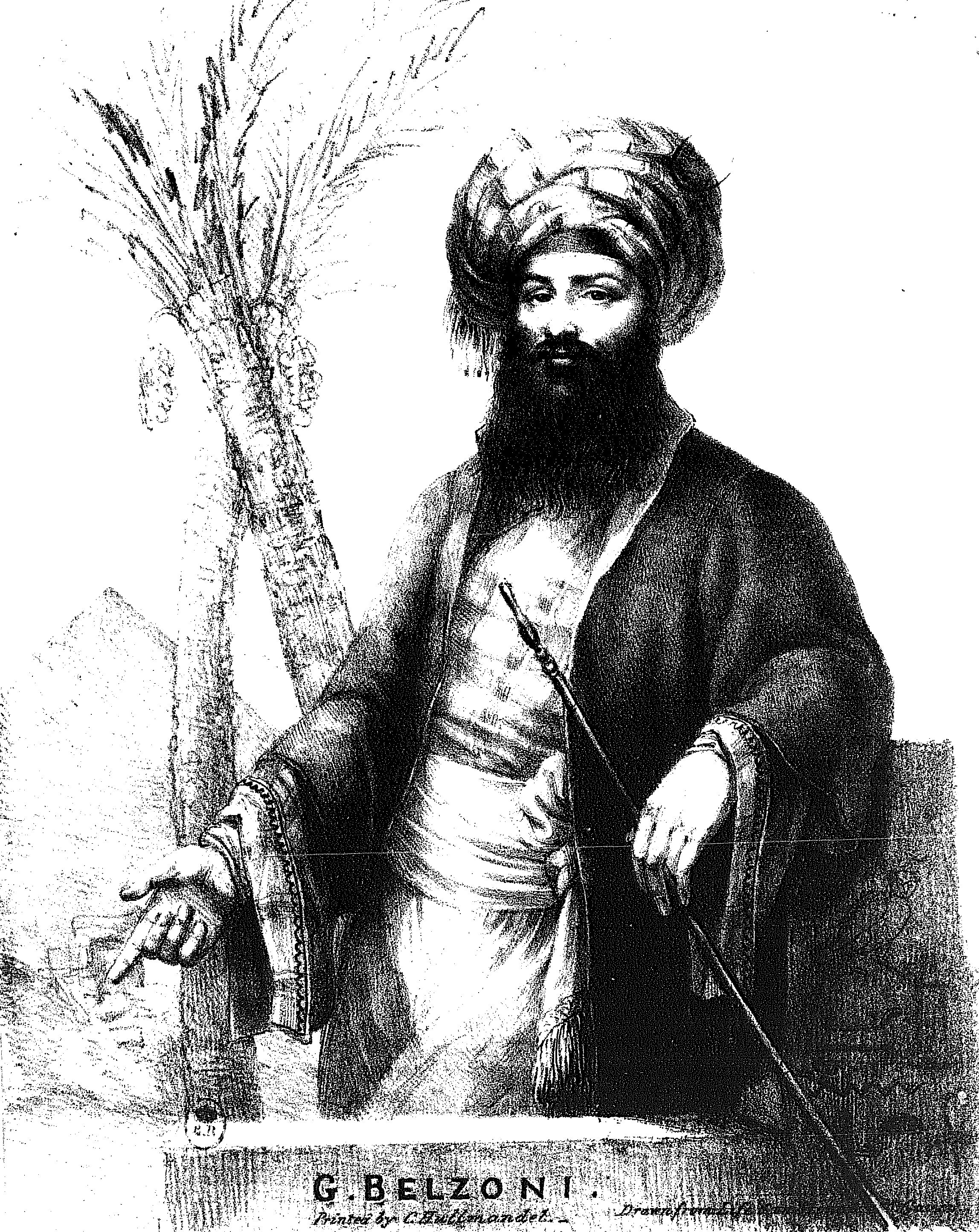
ジョヴァンニ・バッティスタ・ベルツォーニ

ジョヴァンニ・バッティスタ・ベルツォーニ （Giovanni Battista Belzoni, 1778年11月15日 - 1823年12月3日）は、イタリアの探検家。

## 概要
2mを超す巨漢で、もともとは怪力自慢で人間ピラミッドという芸を持ちサーカスなどで活躍した大道芸人であり、機械工学の専門家でもあった。アフリカ探検で知られ、1817年にアブ・シンベル神殿の出入り口を発掘した。その後、カフラー王のピラミッドやセティ一世の墓を発掘している。大英博物館に収蔵されているラムセス2世の像Younger Memnonを発見した。
インディアナ・ジョーンズのモデルになったとする説もある。
妻はアイルランド人のサラ。